# Nippon BS
Nippon BS Broadcasting Corporation (日本BS放送株式会社 Nippon Bīesu Hōsō Kabushiki Gaisha?) es una estación de radiodifusión por satélite privada en Kanda, Tokio (Japón). Es una estación de televisión independiente y es una subsidiaria de Bic Camera.
El nombre del canal es BS11 (BS Once) y fue BS11 digital hasta el 31 de marzo de 2011.
Fue fundada como Nippon BS Broadcasting Kikaku (日本BS放送企画株式会社 Nippon Bīesu Hōsō Kikaku Kabushiki Kaisha?) el 23 de agosto de 1999, pero cambió su nombre a Nippon BS Radiodifusión el 28 de febrero de 2007 y las emisiones de televisión de alta definición se iniciaron el 1 de diciembre de 2007.
BS11 da alta prioridad a los programas de noticias, incluyendo la tarde noche de anime y programas de televisión en 3D.

## Canal
- Televisión: BS211ch